# Prieuré Saint-Crespin de Romilly-sur-Andelle
Le prieuré Saint-Crespin est un prieuré de bénédictins, situé sur la commune de Romilly-sur-Andelle.

## Histoire
Le prieuré s'installe sur l'ancien cimetière abandonné vers le Xe siècle, XIe siècle, au moment où la nouvelle église Saint-Georges est construite un peu plus loin. L'ancienne église paroissiale est transformée en manoir au XIVe siècle. Un document daté de 1601 atteste de la propriété du prieuré par l'abbaye de Lyre. À la fin du XVIIe siècle, la chapelle du prieuré est dans un tel état déplorable que les offices sont transférés à l'église paroissiale,. Il marque l'abandon du prieuré.
Il reste aujourd'hui une grange dîmière (XIVe siècle) et un colombier (XVIe siècle).
Les fouilles réalisées sur le site permettront de mieux connaître le site et son histoire.